# Jean-Claude Guiet
Jean-Claude Guiet, né le 15 mars 1924 à Belfort et mort le 22 mars 2013 à Denver, dans le Colorado, aux États-Unis, né français et devenu citoyen américain, fut pendant la Seconde Guerre mondiale un agent secret de l'OSS et du Special Operations Executive, section F. En 1944, il fut envoyé en France comme opérateur radio du réseau SALESMAN 2 de Philippe Liewer, dans le Limousin.

## Éléments biographiques

### Premières années
Fils de René et de Jeanne Guiet, Jean-Claude Guiet, naît le 15 mars 1924 à Belfort. Très jeune, il se trouve aux États-Unis, où ses parents dirigent  le département français du Smith College. Il y passe toute sa scolarité, ne revenant en France que pour les vacances d’été, grâce à quoi il devient parfaitement bilingue.

### Seconde Guerre mondiale
Âgé de 17 ans au début de la guerre, il est recruté par l’Office of Strategic Services en raison de sa pratique du français. Après une première formation aux États-Unis, il est envoyé en Grande-Bretagne. Mis à la disposition du SOE section F, il suit le cycle d’entraînement d’agent secret dans les écoles d’entraînement spécial (STS).
Devenu l’agent Virgile-GUARDIAN, il est parachuté le 7 juin 1944 dans le Limousin, avec les autres membres de l’équipe SALESMAN 2 dont il va être l’opérateur radio : Philippe Liewer « Hamlet », alias major Geoffrey Staunton, le chef du réseau ; Violette Szabo « Louise », courrier ; Bob Maloubier « Paco », saboteur.

### Après guerre
Après la guerre, Jean-Claude Guiet, rattaché au Ranger Detacchment 101 (First Lieutnant), sert en Asie et se trouve isolé dans la jungle, à la fin des hostilités avec les Japonais. Il réussit à s’en extraire, à atteindre Calcutta, puis l’Algérie, où il peut être pris en charge par l’ambassade des États-Unis.
Il reprend le cours de ses études à Harvard et y obtient son diplôme. Il se marie en 1947 avec Alice Gertrude Galatoeau in Cambridge (Massachusetts) (ils auront deux enfants, Dan et Claudia).
Recruté par la CIA en 1950, il est employé par celle-ci pendant de nombreuses années (Orient et Washington, DC). Puis, passé dans le privé, il travaille pour Honeywell International. De 1989 à 1992, il réside à Durango (Colorado).
Il meurt le 22 mars 2013 à Denver (Colorado, USA), huit jours après ses 89 ans. Il repose au Fort Logan National Cemetery, Denver, Colorado Section 30D Site 149.

## Identités
- État civil : Jean-Claude Guiet
- Comme agent du SOE, section F :
  - Nom de guerre (field name) : « Virgile »
  - Nom de code opérationnel : GUARDIAN (en français GARDIEN)
  - Pseudo : Jean Guyot (fausse identité ?)

## Distinctions
- France : Croix de guerre 1939-1945 avec étoile d’argent, Médaille de la Résistance.
- États-Unis : deux Silver Stars.

## Sources et liens externes
- Fiche 1 et Fiche 2 Jean-Claude Guiet, avec photographies, sur le site Special Forces Roll of Honor.
- Michael R. D. Foot, Des Anglais dans la Résistance. Le Service Secret Britannique d'Action (SOE) en France 1940-1944, annot. Jean-Louis Crémieux-Brilhac, Tallandier, 2008,  (ISBN 978-2-84734-329-8) /  (EAN 9782847343298). Traduction en français par Rachel Bouyssou de (en) SOE in France. An account of the Work of the British Special Operations Executive in France, 1940-1944, London, Her Majesty's Stationery Office, 1966, 1968 ; Whitehall History Publishing, in association with Frank Cass, 2004.Ce livre présente la version « officielle » britannique de l’histoire du SOE en France. Une référence essentielle sur le sujet du SOE en France.
- Lt. Col. E.G. Boxshall, Chronology of SOE operations with the resistance in France during world war II, 1960, document dactylographié (exemplaire en provenance de la bibliothèque de Pearl Witherington-Cornioley, consultable à la bibliothèque de Valençay). Voir sheet 22, SALESMAN CIRCUIT.
- Libre Résistance, bulletin d’information et de liaison, anciens des Réseaux de la Section F du S.O.E. (Special Operations Executive), réseaux BUCKMASTER, numéro 36, 2e trimestre 2013, page 6.